# Sankt Calixtus katakomber
Sankt Calixtus katakomber, italienska Catacombe di San Callisto, är en underjordisk begravningsplats i sydöstra Rom. Katakomberna, vilka är belägna vid Via Appia Antica, är uppkallade efter den helige påven Calixtus I, som led martyrdöden år 222. 
I Påvarnas krypta (Cripta dei Papi) begravdes flera av de första århundradenas påvar, bland andra Pontianus, Anterus, Fabianus, Lucius I, Sixtus II och Eutychianus.
I Den heliga Cecilias krypta (Cripta di Santa Cecilia) begravdes jungfrumartyren Cecilia. Hennes reliker fördes dock till kyrkan Santa Cecilia in Trastevere av påve Paschalis I (817–824).
Katakomberna grävdes ut 1849–1854 under ledning av arkeologen Giovanni Battista de Rossi.

## Bilder
| - Den gode herden, 200-talets mitt. - Dopscen, 200-talet. |